# Alexandru Fritz
Alexandru Fritz (ur. 17 kwietnia 1905 w Aradzie, zm. 3 sierpnia 1972 tamże) – rumuński lekkoatleta, kulomiot. Uczestnik Letnich Igrzysk Olimpijskich 1928 w Amsterdamie. Zajął 19. miejsce w eliminacjach z wynikiem 12,55 m i nie awansował do finału.

## Rekordy Rumunii
- 14,44 m (22 sierpnia 1926, Arad)[2]
- 14,45 m (20 września 1931, Bukareszt)[2]
- 14,45 m (18 września 1932, Bukareszt)[2]